# Prasocuris glabra
Prasocuris glabra is een keversoort uit de familie bladkevers (Chrysomelidae). De wetenschappelijke naam van de soort werd in 1783 gepubliceerd door Johann Friedrich Wilhelm Herbst.